# Montemolín
Montemolín est une commune d’Espagne, dans la province de Badajoz, communauté autonome d'Estrémadure.

## Histoire
Le château de Montemolin (es) fut une ancienne commanderie de l'ordre de Santiago à partir du XIIIe siècle.